# Opius subsimilis
Opius subsimilis är en stekelart som beskrevs av Fischer 1963. Opius subsimilis ingår i släktet Opius och familjen bracksteklar. Inga underarter finns listade i Catalogue of Life.